# Sydlig krontyrann
Sydlig krontyrann (Onychorhynchus swainsoni) är en fågel i familjen krontyranner inom ordningen tättingar.

## Utseende och läte
Krontyranner är 16-16,5 cm långa flugsnapparliknande fågel med stor näbb och framför allt mycket spektakulär huvudtofs som dock oftast hålls nerfälld. Fjäderdräkten är överlag brun, med rostrött på övergump och stjärt. Strupen är vitaktig och resten av undersidan ockraorange. Den nerfällda tofsen ger huvudet ett hammarlikt utseende. När den reses syns färgsprakande kombination av scharlakansrött, svart och blått hos hanen, gult i stället för rött hos honan. Lätet är ett klart "pree-o", påminnande om en jakamar eller manakin.

## Utbredning och systematik
Fågeln förekommer enbart i sydöstra Brasilien. Den behandlas som monotypisk, det vill säga att den inte delas in i några underarter. 

### Familjetillhörighet
Som namnet avslöjar behandlades krontyrannerna länge som en del av familjen tyranner (Tyrannidae). DNA-studier visade initialt att de liksom de tidigare tyrannerna i Terenotriccus och Myiobius snarare stod närmare tityrorna (Tityridae), varvid flera taxonomiska auktoriteter flyttade dem dit, tillsammans med enigmatiska vassnäbben. Resultat från senare genetiska studier visar dock att de snarare utgör en avlägsen systergrupp till tyrannerna. Författarna till denna studie rekommenderade att de istället bör placeras i en egen familj, Onychorhynchidae. 2025 tilldelades familjen namnet krontyranner av Birdlife Sveriges taxonomikommitté.

## Status och hot
Sydlig krontyrann har en liten världspopulation bestående av uppskattningsvis endast 600–1700 vuxna individer. Den tros också minska snabbt i antal. Fågeln är därför upptagen på internationella naturvårdsunionen IUCN:s röda lista över hotade arter, kategoriserad som sårbar (VU).

## Namn
Fågelns vetenskapliga artnamn hedrar William Swainson (1789-1855), engelsk naturforskare, konstnär och samlare.